# Opius infumatus
Opius infumatus är en stekelart som beskrevs av Niezabitowski 1910. Opius infumatus ingår i släktet Opius och familjen bracksteklar. Inga underarter finns listade i Catalogue of Life.